# A-klasse kantoorruimte

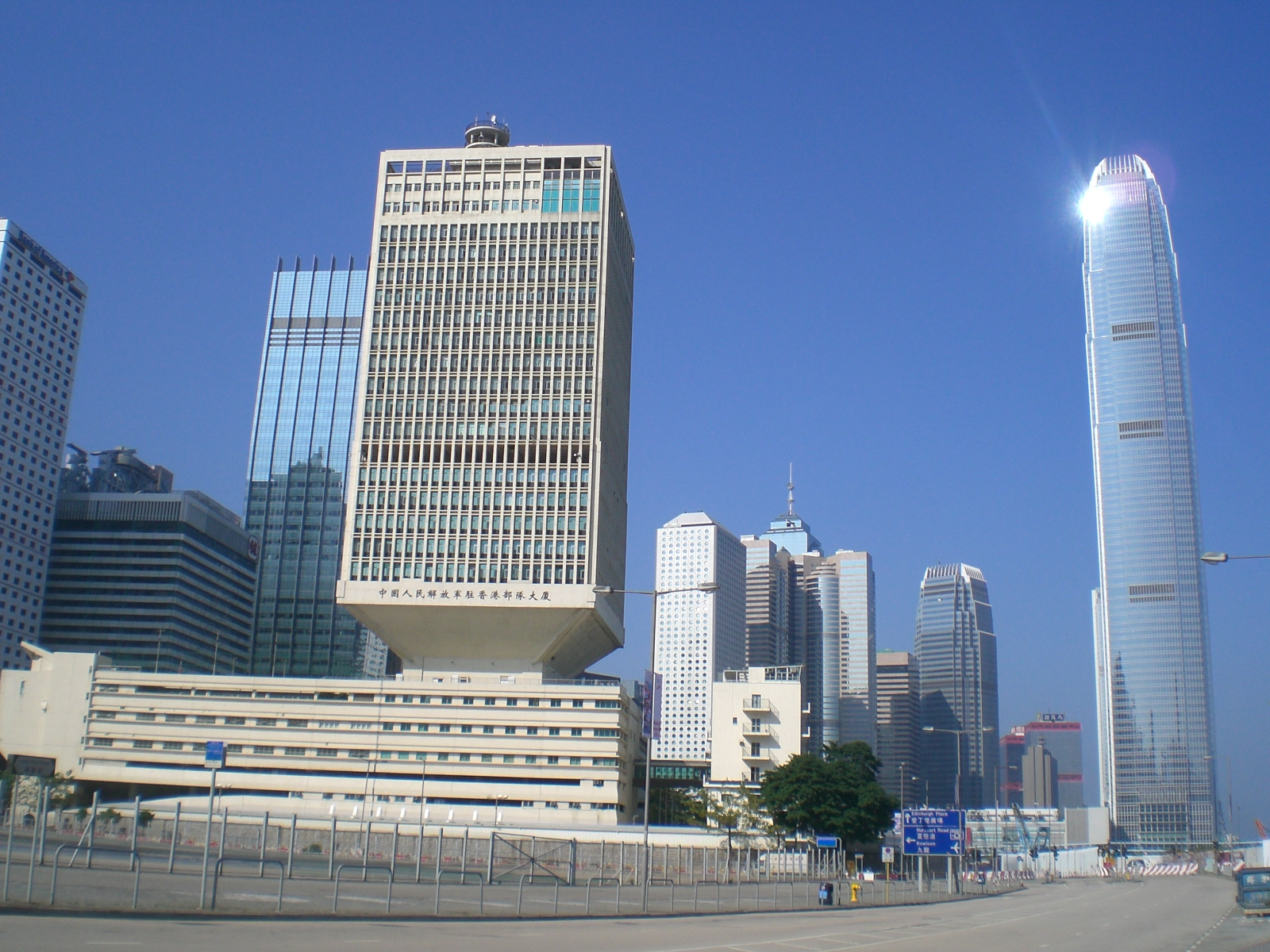
Centrum van Hongkong

A-klasse kantoorruimte is de naamgeving voor de hoogste kwaliteit lokaal beschikbare kantoorruimte. Bij het bouwen van dit soort kantoorruimtes ligt de hoogste prioriteit voornamelijk bij het ontwerp en visuele schoonheid, de kosten zijn vaak minder belangrijk, soms wordt zelfs het praktische gebruik lager gesteld op de schaal van prioriteit. Een A-klasse kantoorruimte kan worden beschouwd als een monument en een beschouwing van het succes en de macht van zijn huurders of kopers. In de meeste gebieden worden A-klasse kantoorruimtes gebouwd met meerdere verdiepingen, meestal 3 of meer, gebruikmakend van staal en een betonconstructie. De kosten voor het gebouw alleen (exclusief aankoop van land en kleine verbeteringen) zijn meestal hoger dan 150 dollar per vierkante meter, en die prijs kan zelfs stijgen tot enkele honderden dollars per vierkante meter afhankelijk van de wensen van de huurder betreffende de afwerking van het interieur.

## Classificatie
Kantoorgebouwen worden geclassificeerd aan de hand van een combinatie van de fysieke eigenschappen en de locatie. De classificatie van B- en C-klasse kantoren wordt voltrokken door middel van de eisen die gesteld worden aan een klasse A kantoorgebouw. Er bestaat momenteel geen formule om kantoorgebouwen in klassen in te delen. Een relatief aandeel van de kantoorgebouwen in de C-klasse kan zelfs niet worden beschouwd als een kantoor in deze klassering, omdat dit kantoren zijn die bijvoorbeeld boven een winkel of dienst gebouwd zijn.

## Definitie
Het 'Urban Land Institute', een Amerikaanse autoriteit op het gebied van commercieel landgebruik, zegt het volgende over de classificaties in zijn 'Office Development Handbook':

## Voorbeelden
- Wachters van de Oeral